# Ganglio autonómico
En anatomía y neurología, un ganglio autonómico es un tipo de ganglio nervioso, una agrupación de los cuerpos de neuronas y sus dendritas de tal manera que se unen los nervios provenientes del sistema nervioso central con aquellos nervios del sistema nervioso autónomo que van trayecto a los órganos diana en la periferia.

## Clasificación
Las dos principales categorías son:
- Ganglios simpáticos
- Ganglios parasimpáticos

- Datos: Q788151
- Multimedia: Microglia / Q788151